# Yoshio Kikugawa
Yoshio Kikugawa (født 12. september 1944, død 2. december 2022) var en japansk fodboldspiller.

## Japans fodboldlandshold
| Japans landshold | Japans landshold | Japans landshold |
| År               | Kmp              | Mål              |
| ---------------- | ---------------- | ---------------- |
| 1969             | 2                | 0                |
| 1970             | 12               | 0                |
| 1971             | 2                | 0                |
| Total            | 16               | 0                |